# Mers-sur-Indre
Mers-sur-Indre är en kommun i departementet Indre i regionen Centre-Val de Loire i de centrala delarna av Frankrike. Kommunen ligger i kantonen Neuvy-Saint-Sépulchre som tillhör arrondissementet La Châtre. År 2022 hade Mers-sur-Indre 664 invånare.

## Befolkningsutveckling
Antalet invånare i kommunen Mers-sur-Indre
Referens:INSEE